# Hubert Carpentier
Pour les articles homonymes, voir Carpentier.
 Hubert Carpentier, était un enseignant, militant et élu, né le 30 avril 1937 à Amiens, mort le 23 décembre 1998 à Reims. 

## Biographie
Il était fils de postiers et fit ses études à Lille pour devenir enseignant en physique appliquée, sa première expérience il la fit à Armentières avant d'être muté à Reims.
Enseignant agrégé au lycée Roosevelt, intervenant dans le B.T.S électrotechnique jusqu'à son départ à la retraite en 1997 et intervenait au C.N.A.M dans le cadre de la formation continue. Il a eu 3 enfants et 6 petits-enfants.
Il devint délégué syndical au sein de son établissement, puis poursuivit son engagement en adhérant au P.S . 
Cette action le mena à être élu sur la liste d'Union de la gauche de la ville de Reims en 1977; il reçut une délégation aux travaux, aux espaces verts et à la circulation.
Il fut aussi élu comme Conseiller général du cinquième canton entre 1982 et 1994.
Son implication l'amena aussi à être élu en tant que Conseiller régional.
Sous sa délégation, les espaces verts de la ville ont progressé de 27 ha, tant par rénovation que par extension mais aussi par des créations. Il a aussi réorganisé le Service de Plantation de la ville pour répondre aux nouveaux besoins.
C'était aussi une période ou la circulation fut revue dans le cadre d'un Plan de Circulation. Il a créé les couloirs de bus, les premières rues piétonnes et identifié les rocades pour réduire la circulation dans le centre-ville de Reims.